# Lukarišće
Lukarišće – wieś w Chorwacji, w żupanii zagrzebskiej, w mieście Dugo Selo. W 2011 roku liczyła 1020 mieszkańców.